# Marie Wieck

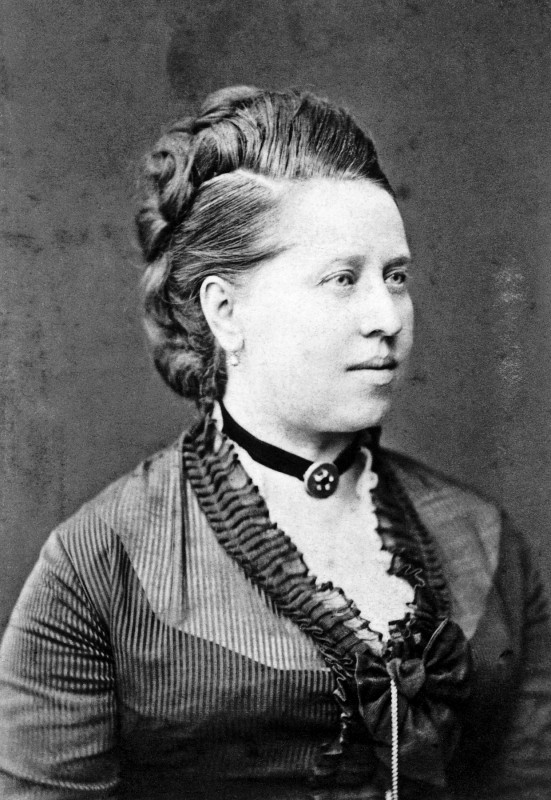
Marie Wieck, anonymes Foto, um 1870

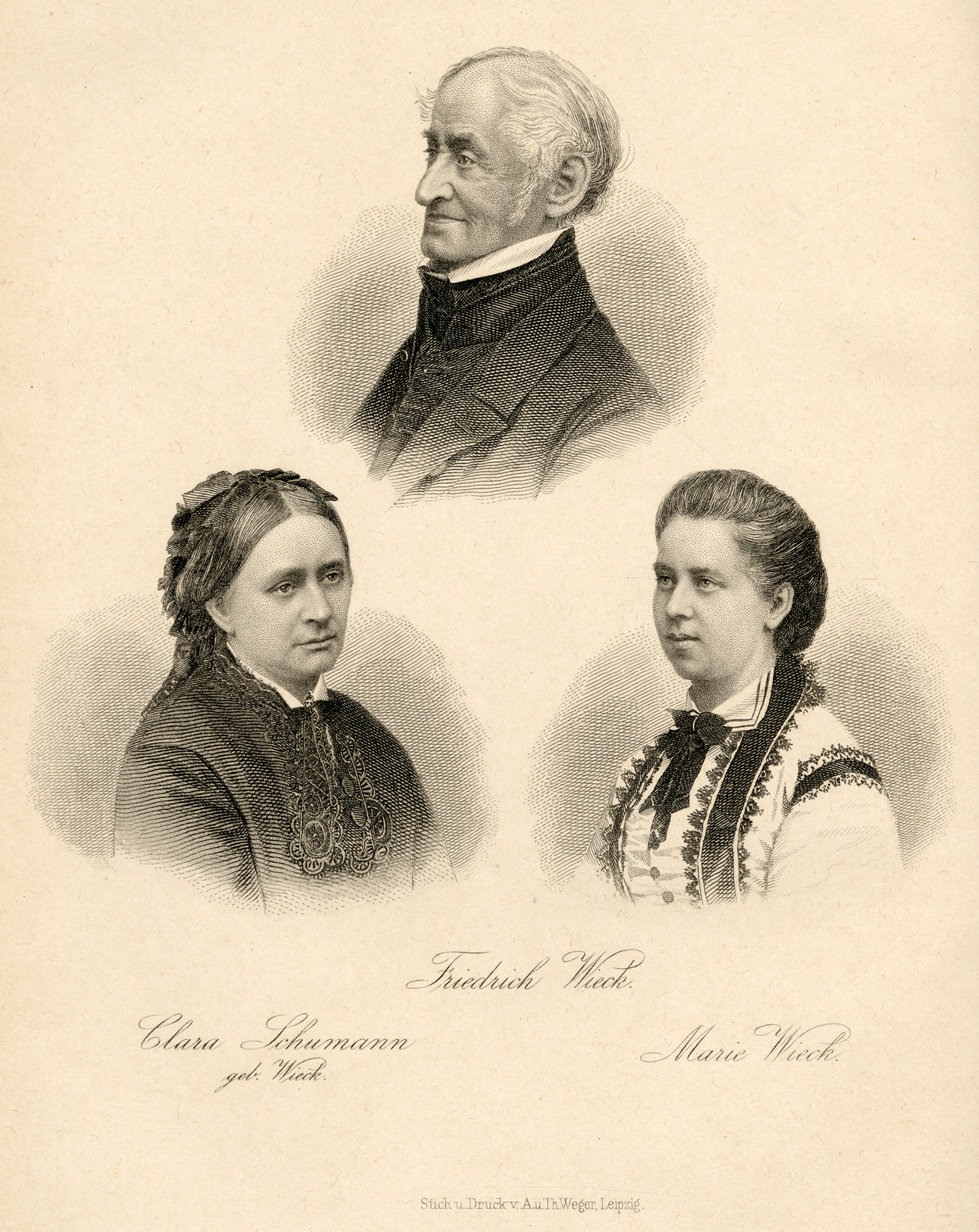
Marie Wieck, ihr Vater Friedrich Wieck und ihre Halbschwester Clara Schumann

Johanna Marie Wieck (* 17. Januar 1832 in Leipzig; † 6. Oktober 1916 in Dresden) war eine deutsche Pianistin und Sängerin und die Halbschwester von Clara Schumann geb. Wieck.

## Leben
Marie Wieck war das zweite Kind Friedrich Wiecks aus dessen zweiter Ehe mit Clementine Wieck geb. Fechner und wurde in der damaligen Wohnung der Familie in der Leipziger Reichsstraße geboren. 1840 zog sie mit ihren Eltern nach Dresden. Ihr Vater setzte alles daran, aus ihr ein ähnliches Wunderkind wie aus seiner älteren Tochter Clara zu machen. Sie erhielt sowohl Klavier- als auch Gesangsunterricht und wurde später Assistentin ihres Vaters. In Dresden war Marie Wieck Mitglied der Dreyssigschen Singakademie.
Ihr erstes Solokonzert gab sie am 14. Februar 1844 in Bischofswerda. Während ihrer regen Konzerttätigkeit trat sie mehrmals gemeinsam mit Clara auf, einmal auch mit ihrem Schwager Robert Schumann in einem Düsseldorfer Konzert am 3. August 1852.
1878 gab sie, mit eigenem Vorwort und einigen Veränderungen und Ergänzungen, die Schriftensammlung Clavier und Gesang (1853) ihres Vaters heraus. In seinen Schriften (auch über Clavier und Gesang hinaus) spricht Friedrich Wieck oft von seinen „drei Töchtern“ und meint Cäcilie, Clara und Marie (auch Emma genannt). Die Jüngste, Cäcilie (1834–1893), war auch eine begabte Pianistin, erkrankte im Alter von 15 Jahren aber schwer und verbrachte ihr restliches Leben als Geisteskranke.
Ab 1893 besaß Marie Wieck ein Sommerhaus in Hosterwitz.
Ihre 1912 veröffentlichte Familienchronik mit zahlreichen unveröffentlichten Briefen erregte die Kritik einiger Schumann-Forscher, da sie dem gängigen Bild widersprach.
Marie Wieck blieb zeitlebens unverheiratet. In ihren letzten Lebensjahren litt sie an einer schweren Augenkrankheit, trat aber noch am 15. Januar 1916 im Palmengarten in Dresden auf, wo sie mit Hermann Scholtz Adagio und Variationen op. 46 von Robert Schumann spielte. Kurz vor ihrem Tod erblindete sie völlig.
Sie wurde auf dem Trinitatisfriedhof in Dresden beigesetzt, ihr Nachlass gelangte in das Robert-Schumann-Haus in Zwickau.